# Итальянцы в Монреале
Итальянцы в Монреале — одна из этнических общин Монреаля, крупнейшего города канадской провинции Квебек и второго по величине города страны. По состоянию на 2007 год, в городе проживает 17,6 % общего числа канадцев итальянского происхождения.
Итальянское сообщество Монреаля является одним из крупнейших в Канаде, уступая только Торонто. С 279 795 жителями итальянского происхождения по переписи 2016 года в Большом Монреале, Монреаль имеет много итальянских районов, таких как Маленькая Италия, Saint-Leonard (Città Italiana), Rivière-des-Prairies и Ла-Саль (Монреаль). Итальянский является третьим по распространенности языком в Монреале и в провинции Квебек.

## История
В 1893 году в Монреале жило около 1400 этнических итальянцев. Согласно изданию «The Labourette», опубликованному в 1906 году, министерство труда Канады, итальянские агентства по трудоустройству, работавшие с канадскими пароходными и железнодорожными компаниями, привлекли многих итальянских рабочих в Монреаль. Дополнительный рост населения Италии произошёл в XX веке.
Орден Сынов Италии в Монреале посвятил статую Джона Кэбота (Джованни Кэботу) в 1935 году. Орден предполагал, что Кэбот, а не Жак Картье, был фактически первым европейцем, достигшим Канады.

## Демография
В 1931 году в Сент-Жан-Уорде жило больше итальянцев, чем людей британского происхождения. В течение этого года в 19 из 35 административных районов Монреаля итальянцы были крупнейшей нефранцузской и небританской этнической группой. Так было и в пяти других городах и поселках Большого Монреаля.

## Политика
Политическая общность итальянской общины раскололась после того, как Бенито Муссолини стал лидером Италии в 1920-х годах. Во время Второй мировой войны канадское правительство выступило против последователей Муссолини в итальянской общине Монреаля.

## Религия
Первой католической церковью для итальянцев стала приходская гора Кармель в 1905 году. Её основал человек, говорящий по-итальянски, Канон Брухези. В 1911 году открылся второй итальянский приход.